# Glu-P-1
Glu-P-1 ist eine chemische Verbindung aus der Gruppe der heterocyclischen aromatischen Amine und Dipyridoimidazole. Die Verbindung einer tricyclischen Struktur besteht aus zwei Pyridinringen mit einem Imidazolring dazwischen.

## Vorkommen
Glu-P-1 und Glu-P-2 kommen im Pyrolysat der Aminosäure Glutamat und von Casein vor, was die Namen der beiden Verbindungen erklärt. Im Allgemeinen entstehen sie bei der Wärmebehandlung von Proteinen und eiweißhaltigen Lebensmitteln und sind auch in gekochtem Fleisch und Fisch enthalten. Die Strukturen von Glu-P-1 und Glu-P-2 sind identisch, mit der Ausnahme, dass ersteres eine Methylgruppe hat. Die Verbindung wurde auch in Sojasauce und Tabakrauch achgewiesen.
| Name           | Glu-P-2                                |
| Andere Namen   | 2-Aminodipyrido[1,2-a:3′,2′-d]imidazol |
| Strukturformel | Struktur von Glu-P-2                   |
| CAS-Nummer     | 67730-10-3                             |
| EG-Nummer      | 689-086-4                              |
| ECHA-InfoCard  | 100.215.864                            |
| PubChem        | 49970 49970                            |
| Wikidata       | Q27155881                              |
| Summenformel   | C10H8N4                                |
| Molare Masse   | 184,075 g·mol−1                        |

## Gewinnung und Darstellung
1978 zeigten Yamamoto et al., dass Glu-P-1 und Glu-P-2 durch die Pyrolyse von Glutamat gewonnen werden können.

## Sicherheitshinweise
Glu-P-1 wirkt bei Tieren carcinogen.

## Regulierung
Über den Safe Drinking Water and Toxic Enforcement Act of 1986 besteht in Kalifornien seit 1. Januar 1990 eine Kennzeichnungspflicht für Produkte, die Glu-P-1 oder Glu-P-2 enthalten.

## Externe Links zu erwähnten Verbindungen
1. ↑  Externe Identifikatoren von bzw. Datenbank-Links zu Glu-P-2:  CAS-Nr.: 67730-10-3, EG-Nr.: 689-086-4, ECHA-InfoCard: 100.215.864, PubChem: 49970, ChemSpider: 45326, Wikidata: Q27155881.